# Praneel Naidu
Praneel Naidu (ur. 29 stycznia 1995 w Lautoce) – fidżyjski piłkarz grający na pozycji lewego obrońcy. W sezonie 2020/2021 występuje w klubie Ba FC.

## Kariera seniorska

### Ba FC
Naidu awansowano do drużyny seniorskiej Ba FC 1 lipca 2013 roku. Zadebiutował on w jej barwach 5 lutego 2017 roku w meczu z Suva FC (wyg. 1:2). Do tamtego czasu, dla Ba FC Fidżyjczyk rozegrał 16 spotkań, nie zdobywając żadnej bramki.

### Lautoka FC
Naidu przeniósł się do Lautoki FC 12 września 2017 roku. Debiut dla tego klubu zaliczył on 14 stycznia 2018 roku w spotkaniu przeciwko Tavua FC (wyg. 5:1), strzelając jednocześnie swojego pierwszego gola. Łącznie dla Lautoki FC Fidżyjczyk wystąpił w 30 spotkaniach i zdobył 4 bramki.

### Ba FC
Naidu ponownie trafił do Ba FC 1 lipca 2019 roku. Pierwszą swoją bramkę dla tego klubu zdobył on 24 sierpnia 2019 roku w spotkaniu przeciwko Tavua FC (wyg. 3:0). Do 20 marca 2021 roku dla Ba FC Fidżyjczyk rozegrał 3 mecze i strzelił 1 gola.

## Kariera reprezentacyjna
Naidu grał dla młodzieżowych reprezentacji Fidżi: U-20 (lata 2013–2015, 12 spotkań, jedna bramka) oraz U-23 (2015 rok, 1 spotkanie, bez bramek).
| Numer | Reprezentacja        | Przeciwko                       | Data             | Minuty | Gole | Asysty | Wynik meczu (czer. przegrane) |
| ----- | -------------------- | ------------------------------- | ---------------- | ------ | ---- | ------ | ----------------------------- |
| 1     | Fidżi na L.I.O. 2016 | Korea Południowa na L.I.O. 2016 | 5 sierpnia 2016  | 90′    | 0    | 0      | 0:8                           |
| 2     | Fidżi na L.I.O. 2016 | Meksyk na L.I.O. 2016           | 7 sierpnia 2016  | 90′    | 0    | 0      | 1:5                           |
| 3     | Fidżi na L.I.O. 2016 | Niemcy na L.I.O. 2016           | 10 sierpnia 2016 | 90′    | 0    | 0      | 10:0                          |

## Sukcesy
- Mistrzostwo Fidżi – 2x, z Lautoką FC (2018) oraz z Ba FC (2019)[14].